# Теодор Мартинюк
Теодор Мартинюк (у миру — Тарас Мартинюк; нар. 1 лютого 1974, Яремче Івано-Франківської області) — архієпископ і митрополит Тернопільсько-Зборівський УГКЦ. Доктор з канонічного права.

## Життєпис

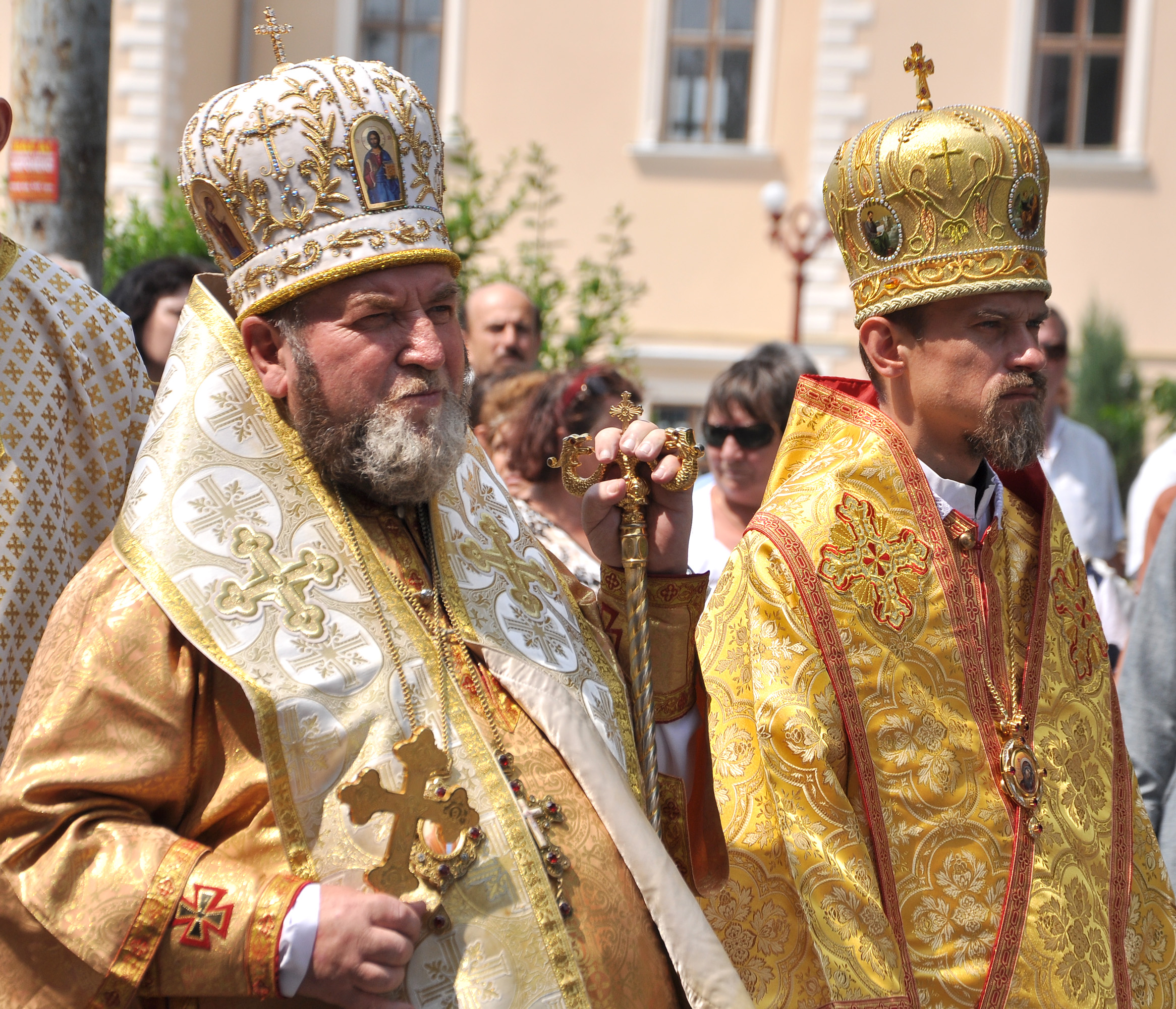
Архієпископ і митрополит Василь (Семенюк) і єпископ-помічник Теодор (Мартинюк) під час молитовної ходи «Стації митрополита Андрея» (Тернопіль, 26.07.2015)

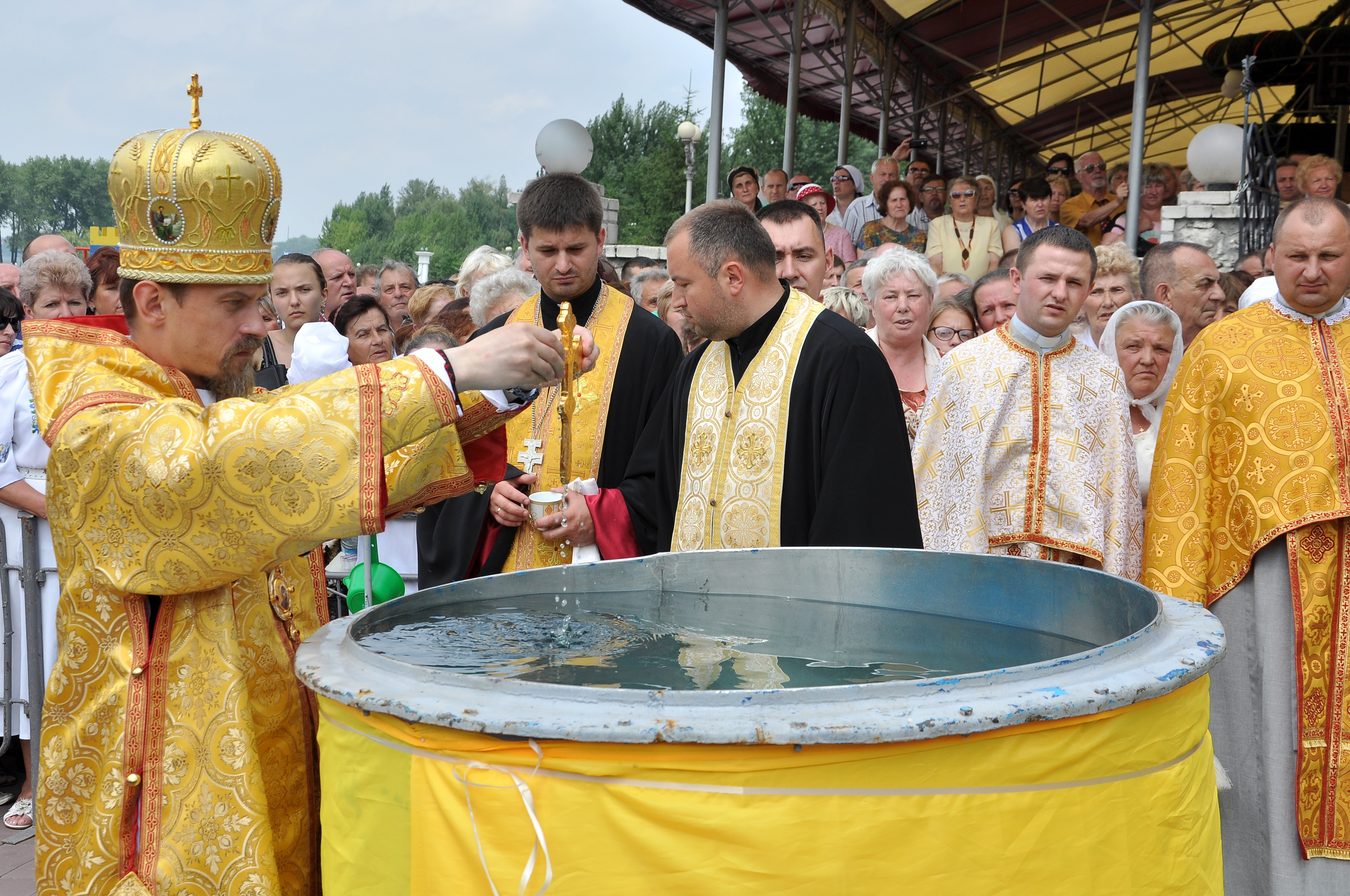
Єпископ Теодор здійснює чин освячення води під час молитовної ходи «Стації митрополита Андрея» (Тернопіль, 26.07.2015)

Народився в селі Дора, яке нині входить до складу м. Яремче, де було кілька осередків підпільної греко-католицької церкви. Релігійне виховання, перша сповідь, перше причастя були у приватній хаті бабусі, де відправлялися Літургії. Першим духівником був о. Порфирій (Павло Чучман).
Закінчив Кременецький педагогічний коледж (1993). після цього вступив до Монастиря Отців Студитів в Уневі. Філософсько-богословський вишкіл здобував у Люблінському католицькому університеті в Польщі, а після прийняття 1997 року Малої Схими, 20 січня 2000 року отримав священниче рукоположення.
Від 2001 до 2005 року о. Теодор виконував різні служіння в Унівській Лаврі та в монастирі Святого Михаїла у Львові. Протягом наступних п'яти років навчався у Римі, захистивши 2010 року докторат з канонічного права у Папському східному інституті. Того ж року обраний ігуменом Унівської Лаври.
Від 2011 року викладав канонічне право у Папському Східному Інституті.
12 березня 2015 року Святійший Отець Франциск надав свою згоду на канонічне обрання Синодом Єпископів УГКЦ Високопреподобного о. Теодора Мартинюка, СУ на служіння єпископа-помічника Тернопільсько-Зборівської архієпархії УГКЦ, надаючи йому титулярний осідок Мопти.
21–22 травня 2015 у Марійському духовному центрі в Зарваниці звершено хіротонію єпископа-помічника Теодора, яку здійснили Блаженніший Святослав у співсвятительстві з високопреосвященним архієпископом і митрополитом Тернопільсько-Зборівським Василієм та єпископом-помічником Львівським Венедиктом.
17 жовтня 2024 року у Ватикані повідомлено про те, що Отець і Глава Української Греко-Католицької Церкви Блаженніший Святослав за згодою Синоду прийняв зречення з уряду Василя Семенюка, дотеперішнього митрополита і архієпископа Тернопільсько-Зборівського, а на його місце Святіший Отець поблагословив рішення Синоду Єпископів УГКЦ призначити владику Теодора Мартинюка. Інтронізація митрополита і архієпископа Тернопільсько-Зборівського Теодора Мартинюка відбулася 8 грудня 2024 року в катедральному соборі Непорочного Зачаття в Тернополі.
Володіє, крім рідної української мови, російською, польською, італійською та французькою мовами.